# بينيت لويس
بينيت لويس (بالإنجليزية: Bennett Lewis)‏ (و. 1908 – 1987 م) هو فيزيائي، وأستاذ جامعي من كندا .
وكان عضواً في الجمعية الملكية .
توفي في أونتاريو ، عن عمر يناهز 79 عاماً.

## التعليم
تعلم في جامعة كامبريدج

## جوائز
حصل على جوائز منها:
- Atoms for Peace Award
- قلادة ملكية
- قائد وسام الامبراطورية البريطانية
- زميل في الجمعية الملكية
- Companion of the Order of Canada.